# Kornelius Nielsch
Kornelius Nielsch (* 9. November 1973 in Hamburg) ist ein deutscher Physiker und Direktor des Instituts für Metallische Werkstoffe des Leibniz-Institut für Festkörper- und Werkstoffforschung (IFW) in Dresden.

## Leben und Werk
Nielsch studierte ab 1993 an der Gerhard-Mercator-Universität Duisburg Physik und diplomierte 1997 an der Universität Lund in Schweden mit der Arbeit Fabrication of semiconductor nanoparticles in the gas phase and its physical characterisation. 2002 promovierte er unter Prof. Ulrich Gösele am Max-Planck-Institut (MPI) für Mikrostrukturphysik in Halle mit der Arbeit Highly ordered ferromagnetic nanowire arrays: Electrochemical synthesis and magnetic characterization. Nach einem einjährigen Postdoc-Aufenthalt am Massachusetts Institute of Technology in den USA kehrte er 2003 als Projektleiter der Forschungsgruppe Multifunctional Nanowires and Nanotubes ans MPI in Halle zurück. An der Universität Bielefeld habilitierte er 2007 mit der Schrift Multifunctional (Magnetic) Nanowires and –tubes based on Nanoscale Honeycombe Structures. Ab 2007 war Nielsch Professor für Experimentalphysik am Institut für Angewandte Physik an der Universität Hamburg. 2014 erhielt er einen Ruf auf eine W3-Professur an der Technischen Universität Dresden (TUD) und eine Direktorenstelle am dort ansässigen IFW, den er 2015 annahm. Seit April 2015 wirkt Nielsch als Inhaber der Professur für Metallische Werkstoffe und Metallphysik an der TU Dresden und ist zudem als Direktor des Instituts für Metallische Werkstoffe (IMW) am IFW Dresden tätig.
Schwerpunkte seiner Forschertätigkeit waren und sind die Physik und Anwendungen von Nanodrähten und Nanoröhrchen, die Charakterisierung magnetischer Eigenschaften strukturierter Objekte, Supraleiter und ihre Anwendungen, topologische Nichtleiter und Weyl-Halbmetalle sowie die Atomlagenabscheidung als Verfahren zur Herstellung von Nanostrukturen.

## Auszeichnungen
2002 bekam Nielsch vom Bundesministerium für Bildung und Forschung (BMBF) den Nachwuchsforscherpreis im Bereich Nanotechnologie zuerkannt. 2006 wurde er mit dem Landespreis für Grundlagenforschung des Landes Sachsen-Anhalt ausgezeichnet. 2011 kürte ihn Thomson Reuters zu einem der weltweit Top 100 Materialforscher der Jahre 2000–2010.

## Schriften
- W. Lee, R. Ji, U. Gösele and K. Nielsch: Fast fabrication of long-range ordered porous alumina membranes by hard anodization. In: Nature Materials. Band 5, 2006, S. 741–747, doi:10.1038/nmat1717.
- M. Knez, K. Nielsch and L. Niinistö: Synthesis and surface engineering of complex nanostructures by atomic layer deposition. In: Advanced Materials. Band 19, 2007, S. 3425–3438, doi:10.1002/adma.200700079 (mpg.de [PDF]).
- K. Nielsch, J. Bachmann, J. Kimling and H. Böttner: Thermoelectric nanostructures: from physical model systems towards nanograined composites. In: Advanced Energy Materials. Band 1, Nr. 5, 2011, S. 713–731, doi:10.1002/aenm.201100207 (dokumen.tips).
- P. M. Wu, J. Gooth, X. Zianni, S. Fahlvik Svensson, J. G. Gluschke, K. Dick, C. Thelander, K. Nielsch and H. Linke: Large Thermoelectric Power Factor Enhancement Observed in InAs Nanowires. In: Nano Lett. Band 13, Nr. 9, 2013, S. 4080–4086, doi:10.1021/nl401501j.
- J. Gooth, A. C. Niemann, T. Meng, A. G. Grushin, K. Landsteiner, B. Gotsmann, F. Menges, M. Schmidt, C. Shekhar, V. Sueß, R. Huehne, B. Rellinghaus, C. Felser, B. Yan and K. Nielsch: Experimental signatures of the mixed axial-gravitational anomaly in the Weyl semimetal NbP. In: Nature. Band 547, 2017, S. 324–327, doi:10.1038/nature23005 (arxiv.org [PDF]).